# 趙振鵬
趙振鵬，中華民國陸軍少將、政治人物，畢業於陸軍官校29期、美國密西根州立大學高速公路工程碩士、美國芝加哥大學都市計劃博士，曾任陸軍官校政治系主任與立法委員，代表中國國民黨在臺北市第一選區（北區）當選為第一屆第六次增額立法委員及第二屆立法委員。